# 컴투스
컴투스(Com2uS)는 1998년에 설립돼 1999년에 대한민국 최초로 모바일 게임 서비스를 시작한 한국의 모바일 게임 기업이다. 모바일 게임업체 최초로 코스닥에 상장되기도 했다.

## 게임 목록
- 아이모 (2006년)
- 타이니팜 (2011년)
- 골프스타 (2013년)
- 서머너즈 워 : 천공의 아레나(2014)
- 낚시의 신 (2014년)
- 사커스피리츠 (2014년)
- 컴투스 프로야구 (2015년)
- 원더택틱스 (2016년)
- 체인 스트라이크 (2018년)
- 컴투스프로야구 for 매니저 LIVE 2019
- 드래곤 스카이- 슈팅 방치형 RPG (2019년)
- 좀비여고(Girls War Z) (2019년)
- 워너비챌린지 (2019년)
- 댄스빌 (2019년)
- Storypick (2020년)
- MLB 9이닝스
- MLB 9이닝스 GM
- 컴투스 프로야구 V22~V24 (2022년)
- 열렙전사:방치형RPG with NAVER WEBTOON
- 스타시드: 아스니아 트리거 (2024년)